# Mitontic
Mitontic är en ort i Mexiko.   Den ligger i kommunen Mitontic och delstaten Chiapas, i den sydöstra delen av landet, 700 km öster om huvudstaden Mexico City. Mitontic ligger 1 634 meter över havet och antalet invånare är 770.
Terrängen runt Mitontic är huvudsakligen lite bergig. Mitontic ligger nere i en dal. Runt Mitontic är det ganska tätbefolkat, med 134 invånare per kvadratkilometer. Närmaste större samhälle är San Cristóbal de las Casas, 15,0 km söder om Mitontic. Omgivningarna runt Mitontic är en mosaik av jordbruksmark och naturlig växtlighet.